# 莫雷阿航空1121號班機空難
2007年8月9日，莫雷阿航空1121号班机在法屬玻里尼西亞莫雷阿岛上的他梅尔机场起飞不久后便坠毁。机上20名乘客和机组人员全部罹难，是這家成立於1968年的航空公司39年歷史的首次空難。

## 事故经过
这架肇事飞机是一架生产于1979年的加拿大哈维兰DHC-6双水獭型飞机，注册号为F-OIQI。在发生事故时它已经有55,044次起降和30,833小时的飞行时间。
是次航班的机长是53岁的法属波利尼西亚人Michel Santeurenne，有着3514.5小时的飞行时间，包括从2007年5月14日开始在莫雷阿航空工作的110.3小时时长。事故发生时，他只在莫雷阿航空工作了三个月。在一般情况下，莫雷阿航空都只需要一名飞行员，所以当天Santeurenne机长也将在没有其他飞行员的情况下飞完这趟短途航班。
这条从莫雷阿岛至塔西提岛的航线是世界上最短的航线之一——从起飞到降落只需7分钟——以及一天40至50趟的班期。在2007年8月9日这一天，由F-OIQI来负责这条线路。飞机在刚过中午时起飞，按照目击者的说法，当它爬升至400英尺时，机鼻突然向下，没有任何预兆的冲进了大海，机上的20个人——包括19名乘客和机长全部遇难。

## 調查
由於空難發生在法属領地，事故調查由法国航空事故调查处領導調查，飛機殘骸沈在離海岸700米的一處約650-670米的海底上。
通常DHC-6双水獭型飞机不會安裝飛行紀錄儀，但莫雷阿航空則為旗下的DHC-6双水獭型飞机安裝座艙通話記錄器。法國航空事故调查处請求一艘擁有潛水器的法籍船隻-- 雷岛號 （Île de Ré）可用於探索失事現場。船隻花了13天的時間到達現場。到達後，在遙控潛水器的協助下，嵌入在機尾的座艙通話記錄器連和大多數的殘骸打撈出水面。
在調查期間，引擎被認為其中一個事故原因，因為有目擊者聲稱看到失事飛機引擎在起飛後不久失效。但座艙通話記錄器記錄顯示兩個惠普螺旋槳在直至記錄切斷前正常運作。此外，駕駛艙入侵或劫持的可能性也因為座艙通話記錄器記錄沒有任何異常情況而排除在外。
不過，記錄器記錄提供一處線索--當飛機爬升至400尺時，剛好在機長縮回襟翼時，Santeurenne作出了不解和快速的驚呼聲，之後飛機突然墜進大海。這是意味著不論發生什麼事，問題是在沒有警告下突然發生的。
此外，在第二次打撈的殘骸提供重大線索。飛機後方控制介面由四個不同的線纜--兩個是控制俯仰（上下控制），而另外兩個控制偏航（左右方向舵控制）。每根線纜由金屬線捆綁一起以加強強度。這四個線纜都在第二次打撈尋獲並受損，但其中三個線纜--兩個偏航線纜和上行俯仰線纜--的斷裂處是凸凹不平,而邊緣部嚴重磨損,這些發現都顯示這些線纜都在墜毀時折斷的,但控制下行俯仰線纜磨損程度和另外三個不同，並由此推斷此線纜於飛機失事前折斷，亦是飛機失事的原因。
莫雷亞航空的其他同型飛機的線纜都是採用碳鋼製造；而失事客機則是莫雷亞航空第一架採用不銹鋼線纜的客機，其目的是為了應付長時間飛行當地海洋性氣候環境下，避免高鹽分的空氣影響導致線纜被腐蝕。可是不銹鋼纜比一般線纜不耐磨，而莫雷亞航空的機隊一天內通常需要執行40-70個航班，頻密的起降可導致不銹鋼纜快速耗損。更甚者，當莫雷亞航空的飛機停留於另一航點--規模較大的大溪地國際機場時，面對大型噴射客機的噴流而當地機場卻沒有提供保護屏障，令肇事客機長時間暴露於噴射尾流，從而加速損耗鋼纜。調查人員相信，失事客機在執行1121號班機時，該問題鋼纜已被磨蝕得僅剩兩至三條鋼絲支撐著，當飛機起飛至400呎巡航高度時，機長收起了襟翼，雖然這個力度不算很大，卻足以讓早已磨蝕嚴重的鋼纜不勝負荷而折斷，機長此時已經無任何方法拯救飛機。

## 事故之後
法國航空事故調查局於公佈調查報告後，建議各航空公司加緊檢查所有安裝不銹鋼索的小型飛機；另外，亦建議各機場加裝保護屏障，去分隔大型噴射機及小型通勤客機，以保護這些小型飛機免受噴射氣流衝擊。
莫雷阿航空於空難發生後三年，即2010年11月宣告結業，結束了該公司42年歷史。

## 乘客
两名欧盟官员在這次事故中死亡。遇难的两名官员分别是欧盟驻新喀里多尼亚代表处的让-皮埃尔·皮耶哈德(Jean-Pierre Pierard)和欧盟驻斐济外交官米歇尔·高什(Michel Gauche)。

## 外部連結
- 最终报告（法语版） （页面存档备份，存于）
- 最终报告（英语版） （页面存档备份，存于）
- 事故網站 （页面存档备份，存于）
- 中國新聞網關於是次空難的報導